# Hiltrude de Liessies
Hiltrude de Liessies est une moniale et sainte catholique, fêtée le 27 septembre.

## Biographie
Fille d'Ade et de Wibert, comte de Poitou et cousin de Pépin le Bref,, elle a une sœur Berthe et un frère Gontrad. Elle mourut à la tête d'un groupe de religieuses le 27 septembre 769 dans une dépendance du monastère de Liessies, et elle fut d'abord enterrée près de l'église du village aux côtés de son frère. 
Elle fut fiancée à un puissant seigneur, mais protesta et se rendit au monastère que son père avait fondé à Liessies en 751. Son frère Gontrad était l'abbé de cette communauté religieuse. Il installa d'abord sa sœur dans une cellule près de l'église, et elle laissa sa propre sœur épouser celui qui lui était destiné.
Suivant son exemple, plusieurs filles de seigneurs décidèrent de la rejoindre, permettant de créer en 752 une annexe féminine. En 881, ces établissements furent pillés et brûlés par les Normands, à l'exception de l'église, et la plupart des religieux massacrés. 
Au XIe siècle, sainte Hiltrude fut canonisée et passa pour opérer beaucoup de miracles, surtout parmi les habitants de Rance, de Trélon, d'Anor et d'autres lieux voisins. Son corps fut installé auprès de plusieurs premiers seigneurs d'Avesnes dans l'église de Liessies qui porte son nom : Sainte-Hiltrude en Avesnois. 

### Source
- Alban Butler, Vies des Pères, des martyrs et des autres principaux saints, traduit de l'anglais par l'abbé Godescard, 13 volumes, Toulouse 1808.